# Вооружённые немертины
Вооружённые немертины (лат. Hoplonemertea) — класс червей из типа немертин (Nemertea). Насчитывают более 700 видов (175 родов), которые населяют преимущественно морские воды, входя в состав бентоса либо планктона (пелагические виды составляют подотряд Pelagica, несколько видов известны из подотряда Cratenemertea). Немногие виды перешли к солоноватоводным, пресноводным и наземным (подстилка тропического леса) местообитаниям. Хищники, питающиеся мелкими ракообразными и кольчатыми червями. Некоторые виды являются комменсалами двустворчатых моллюсков, асцидий, ракообразных, морских звезд и актиний. Представители семейства Carcinonemertidae паразитируют на десятиногих раках.

## Строение

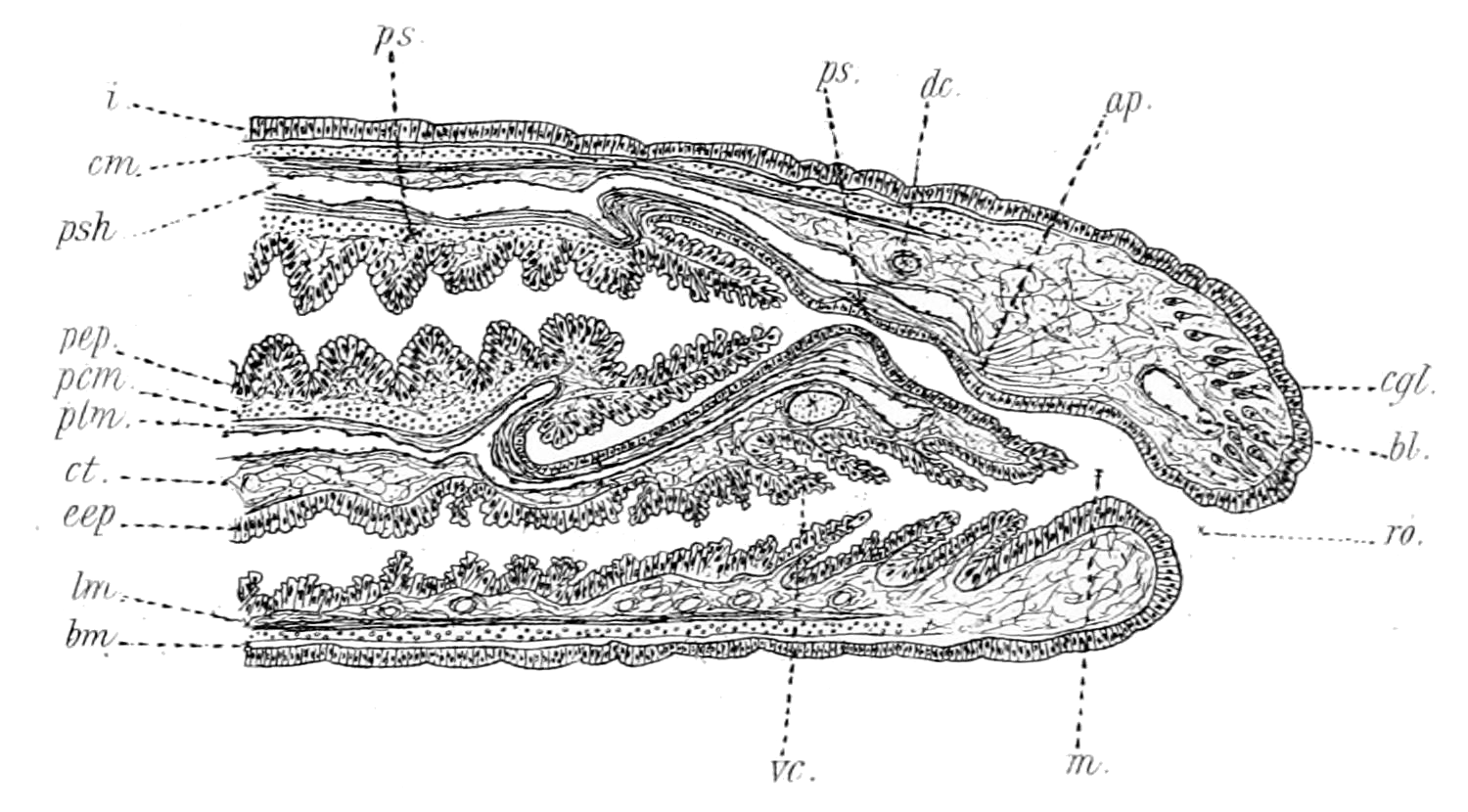
Продольный срез через передний конец тела Amphiporus tigrinus (Monostilifera: Amphiporidae).
Видны пищевод, просвет ввёрнутого хобота и окружающего его ринхоцеля, комиссуры мозга, охватывающего проксимальную часть ринхоцеля.

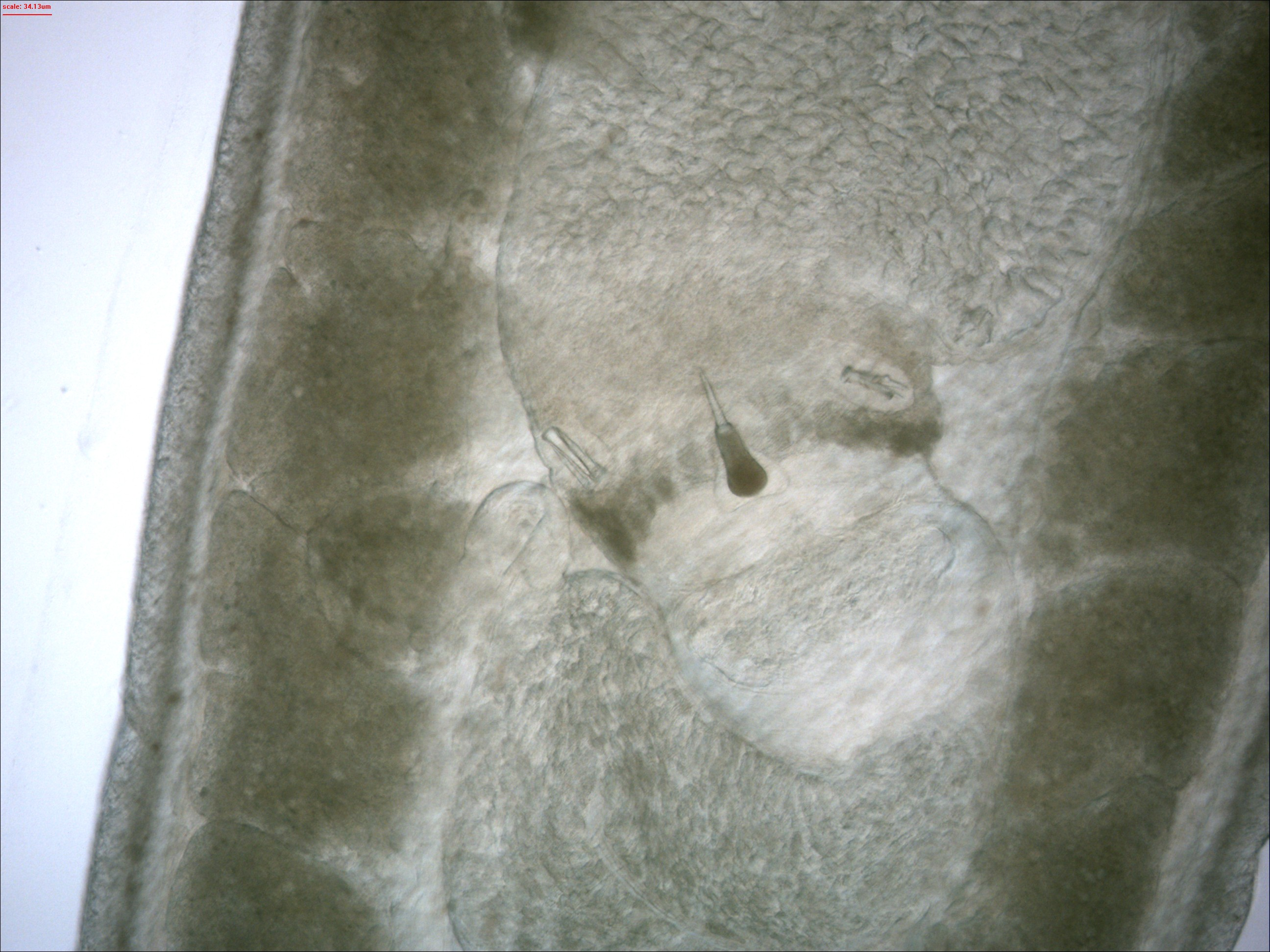
Средняя часть ввёрнутого хобота Amphiporus ochraceus (Monostilifera: Amphiporidae).
Стилетный отдел отделён от бульбуса диафрагмой; виден действующий стилет, а также карманы с развивающимися запасными стилетами.

Большинство вооружённых немертин обладают мелкими размерами, не превышающими 10—20 см; исключение составляют представители семейства Emplectonematidae, длина тела которых может достигать нескольких метров. Ротовое отверстие и отверстие хобота (ринхопора) расположены вблизи переднего конца тела, у большинства видов они открываются в общий атриум либо более протяжённый ринхостомадеум. Нервная система погружена под кожно-мускульный мешок. В кровеносной системе имеется дорсо-медиальный сосуд. 
Наиболее характерная черта вооружённых немертин — дифференцировка отделов хобота и наличие в его среднем отделе вооружения, которое в отряде Monostilifera представлено длинным центральным стилетом на удлиненном основании (базисе), а в отряде Polystilifera  - несколькими короткими стилетами на серповидном основании. При выворачивании хобота они занимают субтерминальное положение и служат для нарушения целостности покровов жертвы, облегчая проникновение яда. Также имеются карманы с запасными стилетами, которые могут замещать утраченный центральный стилет. У видов рода Carcinonemertes запасных стилетов нет; у видов семейства Korotkevitschiidae отсутствует центральный стилет и базис; у видов рода Malacobdella вооружение полностью редуцируется, но сохраняется средний отдел хобота. Вооружение хобота независимо возникло за пределами класса — у палеонемертин из рода Callinera (Tubulanidae). У нескольких видов гетеронемертин из родов Baseodiscus, Heteroenopleus, Hinumanemertes, Uchidana также выявлено вооружение хобота, которое, однако, значительно отличается в функциональном отношении.

## Таксономия
Традиционно, на основании общего плана строения, вооружённых немертин подразделяли на два отряда: Hoplonemertea, включавший большинство видов, и Bdellonemertea — род Malacobdella (симбионты мантийной полости двустворчатых моллюсков). Применение методов молекулярной филогенетики показало, что Malacobdella не составляют сестринскую группу по отношению к Hoplonemertea, а представляют собой утративших вооружение представителей Monostilifera. Таким образом, в настоящее время вооружённых немертин подразделяют на отряды Monostilifera и Polystilifera, а названия Anopla и Hoplonemertea являются равнозначными (последнему названию отдают предпочтение) . В августе 2018 года состоялась 9-я Международная конференция по немертинам (International Conference of Nemertean Biology), которая прошла на Вадденской морской станции Института Альфреда Вегенера (в Лист-оф-Зильте, Германия). На этом научном форуме, сообщество достигло консенсуса по пересмотру таксономии на уровне класса, основанном на опубликованных данных исследований по систематике немертин за последние 15 лет (Andrade et al., 2014, 2012; Thollesson & Norenburg, 2003). Предыдущие классификации (например, Stiasny-Wijnhoff, 1936) не основаны на филогенетических основаниях, и поэтому использование таких названий как «Enopla» и «Anopla» в настоящее время не является полностью информативным. И в итоге название Enopla предложено вывести из употребления и использовать название Hoplonemertea (в составе двух отрядов, Monostilifera и Polystilifera). Систематика на уровне семейств остается дискуссионной, поэтому ниже перечислены все выделяемые в настоящее время семейства. 

### Monostilifera
- Подотряд Cratenemertea
  - Cratenemertidae
  - Korotkevitschiidae
- Подотряд Eumonoslilifera
  - Acteonemertidae
  - Amphiporidae
  - Carcinonemertidae
  - Cinclidonemertidae
  - Emplectonematidae
  - Malacobdellidae
  - Oerstediidae
  - Ototyphlonemertidae
  - Neesiidae
  - Plectonemertidae
  - Poseidonemertidae= (Fasciculonemertidae nom. nud.)
  - Potamonemertidae
  - Prosorhochmidae
  - Prostomatidae
  - Sacconemertidae
  - Tetrastemmatidae
  - Zygonemertidae

### Polystilifera
- Подотряд Pelagica
  - Armaueriidae
  - Balaenanemertidae
  - Buergeriellidae
  - Chuniellidae
  - Dinonemertidae
  - Nectonemertidae
  - Pachynemertidae
  - Pelagonemertidae
  - Phallonemertidae
  - Planktonemertidae
  - Protopelagonemertidae
- Подотряд Reptantia
  - Brinkmanniidae
  - Coellidae
  - Drepanobandidae
  - Drepanogigantidae
  - Drepanophorellidae
  - Drepanophoringiidae
  - Drepanophoridae
  - Paradrepanophoridae
  - Sagaminemertidae
  - Siboganemertidae
  - Uniporidae

### Обзоры
- Gibson R. Nemerteans. — London: Hutchinson University Library. — 224 с. — ISBN 978-0-0911-1991-1.
- Чернышев А.В. Система высших таксонов вооруженных немертин (Nemertea, Enopla) // Биология моря. — 2003. — Т. 29. — С. 299-306.
- Чернышёв А. В. Сравнительная морфология, систематика и филогения немертин. — Владивосток: Дальнаука, 2011. — 309 с. — ISBN 978-5-8044-1142-9.

### Сборники статей
- Recent Advances in Nemertean Biology: Proceedings of the Second International Meeting on Nemertean Biology / P. Sundberg, R. Gibson, G. Berg. — Developments in Hydrobiology. — 1988. — Vol. 43. — xii+207 с. — ISBN 978-94-010-8304-1. Архивировано 4 марта 2016 года.
- Advances in Nemertean Biology: Proceedings of the Third International Meeting on Nemertean Biology / R. Gibson, J. Moore, P. Sundberg. — Developments in Hydrobiology. — 1993. — Vol. 89. — ix+280 с. — ISBN 978-94-010-4909-2.

### Региональная фауна
- Gibson R. Nemerteans. — 2-е изд. — Field Studies Council, 1994. — 224 с. — (Synopses of the British Fauna, vol. 24). — ISBN 1-85153-253-6.
- Gibson R. The invertebrate fauna of New Zealand: Nemertea (ribbon worms) // NIWA Biodiversity Memoirs. — 2002. — Vol. 118. — P. 1—87.